# ترنس‌فمینیسم

نماد مورد استفاده برای بازنمایی ترنس‌فمینیسم

ترنس‌فمینیسم توسط پژوهشگر و فعال سیاسی امی کویاما به عنوان «جنبشی توسطِ و برای زنان ترنس که آزادی خود را ذاتاً مربوط به آزادی همه زنان و فراتر از آن مشاهده می‌کنند» تعریف می‌شود. کویاما اشاره می‌کند که این جنبش «به روی دیگر دگرباشان، افراد میانجنسی، ترنس‌های مرد، و دیگر افرادی که نسبت به ترنس‌های زن احساس همدردی دارند و حمایتشان از ترنس‌های زن را برای آزادی خودشان ضروری می‌دانند، باز است.» ترنس‌فمینیسم همچنین به‌طور کلی‌تر به عنوان «یک رویکرد فمینیسم که توسط سیاست‌های ترنس‌محور تغذیه شده است» تعریف شده است.
با وجود آن که این عبارت نسبتاً دیر معرفی شده است، ترنس‌فمینیسم از اوایل موج دوم در اشکال مختلف وجود داشته است. این مفهوم به‌طور عمده توسط متفکرانی مانند سندی استون، بنیانگذار مطالعات تراجنسیتی آکادمیک، و سیلویا ریورا، یکی از شورشگران جنبش استون‌وال و بنیانگذار انقلابیون دگرجنس‌پوشی خیابان، عینیت بخشی شده بود. در سال ۲۰۰۶ اولین کتاب در حوزهٔ ترنس‌فمینیسم با عنوان ترنس/فمینیسم‌های درحال شکل‌گیری: صدای ترنس‌فمینیست‌ها به گوش می‌رسد منتشر گردید.